# ナショナル・ボード・オブ・レビュー賞 男優賞
ナショナル・ボード・オブ・レビュー賞 男優賞は、ナショナル・ボード・オブ・レビュー賞が与える賞の一つである。

## 受賞者

### 1940年代
| 年   | 受賞者                   | 作品名                   | 役名                     |
| ---- | ------------------------ | ------------------------ | ------------------------ |
| 1945 | レイ・ミランド           | 失われた週末             | ドン・バーナム           |
| 1946 | ローレンス・オリヴィエ   | ヘンリィ五世             | ヘンリー5世              |
| 1947 | マイケル・レッドグレイヴ | Mourning Becomes Electra | オーリン・マノン         |
| 1948 | ウォルター・ヒューストン | 黄金                     | ハワード                 |
| 1949 | ラルフ・リチャードソン   | 女相続人                 | オースティン・スローパー |
| 1949 | ラルフ・リチャードソン   | 落ちた偶像               | ベインズ                 |

### 1950年代
| 年   | 受賞者                   | 映画                 | 役名                                                                                 |
| ---- | ------------------------ | -------------------- | ------------------------------------------------------------------------------------ |
| 1950 | アレック・ギネス         | カインド・ハート     | デューク、銀行家、牧師、将軍、提督、若いころのアスコリン、若いころのヘンリー、アガサ |
| 1951 | リチャード・ベイスハート | Fourteen Hours       | ロバート・コシック                                                                   |
| 1952 | ラルフ・リチャードソン   | 超音ジェット機       | ジョン・リッジフィールド                                                             |
| 1953 | ジェームス・メイソン     | 砂漠の鼡             | エルヴィン・ロンメル                                                                 |
| 1953 | ジェームス・メイソン     | ハルコア号の冒険     | 船長                                                                                 |
| 1953 | ジェームス・メイソン     | 二つの世界の男       | アイヴォ・ケルン                                                                     |
| 1953 | ジェームス・メイソン     | ジュリアス・シーザー | マルクス・ユニウス・ブルートゥス                                                     |
| 1954 | ビング・クロスビー       | 喝采                 | フランク・エルギン                                                                   |
| 1955 | アーネスト・ボーグナイン | マーティ             | マーティ・プレッティ                                                                 |
| 1956 | ユル・ブリンナー         | 追想                 | パヴロヴィッチ・ボーニン                                                             |
| 1956 | ユル・ブリンナー         | 王様と私             | 王                                                                                   |
| 1956 | ユル・ブリンナー         | 十戒                 | ラムセス2世                                                                          |
| 1957 | アレック・ギネス         | 戦場にかける橋       | ニコルソン大佐                                                                       |
| 1958 | スペンサー・トレイシー   | 最後の歓呼           | メイヤー・フランク・スケフィントン                                                   |
| 1958 | スペンサー・トレイシー   | 老人と海             | 老人                                                                                 |
| 1959 | ヴィクトル・シェストレム | 野いちご             | イサク教授                                                                           |

### 1960年代
| 年   | 受賞者                 | 作品名                 | 役名                                 |
| ---- | ---------------------- | ---------------------- | ------------------------------------ |
| 1960 | ロバート・ミッチャム   | 肉体の遺産             | ウェイド                             |
| 1960 | ロバート・ミッチャム   | サンダウナーズ         | パディ・カーモディ                   |
| 1961 | アルバート・フィニー   | 土曜の夜と日曜の朝     | アーサー・シートン                   |
| 1962 | ジェイソン・ロバーズ   | 夜への長い旅路         | ジェームス・タイロン・ジュニア       |
| 1962 | ジェイソン・ロバーズ   | 夜は帰ってこない       | ディック・ダイバー                   |
| 1963 | レックス・ハリソン     | クレオパトラ           | ユリウス・カエサル                   |
| 1964 | アンソニー・クイン     | その男ゾルバ           | アレクシス・ゾルバ                   |
| 1965 | リー・マーヴィン       | キャット・バルー       | キッド・シェリーン、ティム・ストロン |
| 1965 | リー・マーヴィン       | 愚か者の船             | ビル・テニー                         |
| 1966 | ポール・スコフィールド | わが命つきるとも       | トマス・モア                         |
| 1967 | ピーター・フィンチ     | 遥か群衆を離れて       | ウィリアム・ボールドウッド           |
| 1968 | クリフ・ロバートソン   | まごころを君に         | チャーリー・ゴードン                 |
| 1969 | ピーター・オトゥール   | チップス先生さようなら | アーサー・チッピング                 |

### 1970年代
| 年   | 受賞者                 | 作品名                            | 役名                     |
| ---- | ---------------------- | --------------------------------- | ------------------------ |
| 1970 | ジョージ・C・スコット  | パットン大戦車軍団                | ジョージ・パットン       |
| 1971 | ジーン・ハックマン     | フレンチ・コネクション            | ジミー・ドイル           |
| 1972 | ピーター・オトゥール   | ラ・マンチャの男                  | ドン・キホーテ           |
| 1972 | ピーター・オトゥール   | The Ruling Class                  | ジャック・ガーニー       |
| 1973 | アル・パチーノ         | セルピコ                          | フランク・セルピコ       |
| 1973 | ロバート・ライアン     | 氷人来たる                        | ラリー・スレイド         |
| 1974 | ジーン・ハックマン     | カンバセーション…盗聴…            | ハリー・コール           |
| 1975 | ジャック・ニコルソン   | カッコーの巣の上で                | ランドル・マクマーフィー |
| 1976 | デビッド・キャラダイン | ウディ・ガスリー/わが心のふるさと | ウディ・ガスリー         |
| 1977 | ジョン・トラボルタ     | サタデー・ナイト・フィーバー      | トニー・マネロ           |
| 1978 | ジョン・ヴォイト       | 帰郷                              | ルーク・マーティン       |
| 1978 | ローレンス・オリヴィエ | ブラジルから来た少年              | エズラ・リーベルマン     |
| 1979 | ピーター・セラーズ     | チャンス                          | チャンス                 |

### 1980年代
| 年   | 受賞者                 | 作品名                     | 役名                     |
| ---- | ---------------------- | -------------------------- | ------------------------ |
| 1980 | ロバート・デ・ニーロ   | レイジング・ブル           | ジェイク・ラモッタ       |
| 1981 | ヘンリー・フォンダ     | 黄昏                       | ノーマン・セアー         |
| 1982 | ベン・キングズレー     | ガンジー                   | マハトマ・ガンジー       |
| 1983 | トム・コンティ         | 戦場のメリークリスマス     | ジョン・ローレンス       |
| 1983 | トム・コンティ         | Reuben, Reuben             | ゴワン・マックグランド   |
| 1984 | ヴィクター・バナルジー | インドへの道               | アジス・H・アーメド      |
| 1985 | ウィリアム・ハート     | 蜘蛛女のキス               | ルイス・モリーナ         |
| 1985 | ラウル・ジュリア       | 蜘蛛女のキス               | ヴェレンティン・アレグイ |
| 1986 | ポール・ニューマン     | ハスラー2                  | エデイー・フェルソン     |
| 1987 | マイケル・ダグラス     | ウォール街                 | ゴードン・ゲッコー       |
| 1988 | ジーン・ハックマン     | ミシシッピー・バーニング   | ルバート・アンダーソン   |
| 1989 | モーガン・フリーマン   | ドライビング Miss デイジー | ホーク・コルバーン       |

### 1990年代
| 年   | 受賞者                 | 作品名                     | 役名                       |
| ---- | ---------------------- | -------------------------- | -------------------------- |
| 1990 | ロバート・デ・ニーロ   | レナードの朝               | レナード・ロウ             |
| 1990 | ロビン・ウィリアムズ   | レナードの朝               | マルコム・セイヤー         |
| 1991 | ウォーレン・ベイティ   | バグジー                   | ベンジャミン・シーゲル     |
| 1992 | ジャック・レモン       | 摩天楼を夢みて             | シェリー・レーヴィン       |
| 1993 | アンソニー・ホプキンス | 日の名残り                 | ジェームス・スティーブンス |
| 1993 | アンソニー・ホプキンス | 永遠の愛に生きて           | C・S・ルイス               |
| 1994 | トム・ハンクス         | フォレスト・ガンプ         | フォレスト・ガンプ         |
| 1995 | ニコラス・ケイジ       | リービング・ラスベガス     | ベン・サンダーソン         |
| 1996 | トム・クルーズ         | ザ・エージェント           | ジェリー・マクガイア       |
| 1997 | ジャック・ニコルソン   | 恋愛小説家                 | メルヴィン・ウダル         |
| 1998 | イアン・マッケラン     | ゴッド・アンド・モンスター | ジェームズ・ホエール       |
| 1999 | ラッセル・クロウ       | インサイダー               | ジェフリー・ワイガンド     |

### 2000年代
| 年   | 受賞者                         | 映画                               | 役名                   |
| ---- | ------------------------------ | ---------------------------------- | ---------------------- |
| 2000 | ハビエル・バルデム             | 夜になるまえに                     | レイナルド・アレナス   |
| 2001 | ビリー・ボブ・ソーントン       | バンディッツ                       | テリー・リー・コリンス |
| 2001 | ビリー・ボブ・ソーントン       | バーバー                           | エド・クレイン         |
| 2001 | ビリー・ボブ・ソーントン       | チョコレート                       | ハンク・グロトウスキ   |
| 2002 | キャンベル・スコット           | Roger Dodger                       | ロジャー・スワンソン   |
| 2003 | ショーン・ペン                 | 21グラム                           | ポール・リバース       |
| 2003 | ショーン・ペン                 | ミスティック・リバー               | ジミー・マルカム       |
| 2004 | ジェイミー・フォックス         | Ray/レイ                           | レイ・チャールズ       |
| 2005 | フィリップ・シーモア・ホフマン | カポーティ                         | トルーマン・カポーティ |
| 2006 | フォレスト・ウィテカー         | ラストキング・オブ・スコットランド | イディ・アミン         |
| 2007 | ジョージ・クルーニー           | フィクサー                         | マイケル・クレイトン   |
| 2008 | クリント・イーストウッド       | グラン・トリノ                     | ウォルト・コワルスキー |
| 2009 | ジョージ・クルーニー           | マイレージ、マイライフ             | ライアン・ビンガム     |
| 2009 | モーガン・フリーマン           | インビクタス/負けざる者たち        | ネルソン・マンデラ     |

### 2010年代
| 年   | 受賞者                   | 作品名                                            | 役名                   |
| ---- | ------------------------ | ------------------------------------------------- | ---------------------- |
| 2010 | ジェシー・アイゼンバーグ | ソーシャル・ネットワーク                          | マーク・ザッカーバーグ |
| 2011 | ジョージ・クルーニー     | ファミリー・ツリー                                | マット・キング         |
| 2012 | ブラッドリー・クーパー   | 世界にひとつのプレイブック                        | パット・ソリータ       |
| 2013 | ブルース・ダーン         | ネブラスカ ふたつの心をつなぐ旅                   | ウディ・グラント       |
| 2014 | オスカー・アイザック     | アメリカン・ドリーマー 理想の代償                 | アベル・モラレス       |
| 2014 | マイケル・キートン       | バードマン あるいは（無知がもたらす予期せぬ奇跡） | リーガン・トムソン     |
| 2015 | マット・デイモン         | オデッセイ                                        | マーク・ワトニー飛行士 |
| 2016 | ケイシー・アフレック     | マンチェスター・バイ・ザ・シー                    | リー・チャンドラー     |
| 2017 | トム・ハンクス           | ペンタゴン・ペーパーズ/最高機密文書               | ベン・ブラッドリー     |
| 2018 | ヴィゴ・モーテンセン     | グリーンブック                                    | トニー・リップ         |
| 2019 | アダム・サンドラー       | アンカット・ダイヤモンド                          | ハワード・ラトナー     |

### 2020年代
| 年   | 受賞者           | 作品名                                        | 役名                     |
| ---- | ---------------- | --------------------------------------------- | ------------------------ |
| 2020 | リズ・アーメッド | サウンド・オブ・メタル 〜聞こえるということ〜 | ルーベン・ストーン       |
| 2021 | ウィル・スミス   | ドリームプラン                                | リチャード・ウィリアムズ |
| 2022 | コリン・ファレル | イニシェリン島の精霊                          | パードリック             |

## 参考
1. ↑  “Best Actor”. 2013年10月13日閲覧。